# Bajouca
Bajouca es una freguesia portuguesa del municipio de Leiría, con 12,27 km² de superficie, con 2015 habitantes (2001).  Su densidad de población es de 163,3 hab/km².